# Бронхнувко
Бронхнувко (пол. Brąchnówko, нім. Fröben) — село в Польщі, у гміні Хелмжа Торунського повіту Куявсько-Поморського воєводства.
Населення — 264 особи (2011).
У 1975-1998 роках село належало до Торунського воєводства.

## Демографія
Демографічна структура станом на 31 березня 2011 року:
|          | Загалом | Допрацездатний вік | Працездатний вік | Постпрацездатний вік |
| -------- | ------- | ------------------ | ---------------- | -------------------- |
| Чоловіки | 127     | 31                 | 86               | 10                   |
| Жінки    | 137     | 36                 | 75               | 26                   |
| Разом    | 264     | 67                 | 161              | 36                   |